# Tapis marocains
Les Tapis Marocains ou Tapis Berbères sont des tapis traditionnels faits à la main. Ils sont l'un des produits les plus renommés du secteur artisanal du pays. Les tapis marocains varient d'une région à l'autre et se distinguent par des œuvres d'art tissées avec des histoires et des contes populaires de l'histoire du Maroc,,.